# Manual de instruções
Manual de instruções, manual do usuário (português brasileiro) ou manual do utilizador (português europeu) é um folheto que ensina a operar um equipamento, um objeto, um software ou uma ferramenta. Muitas vezes o manual vem com imagens, para, não só ilustrá-lo, como ajudar na compreensão.
Às vezes, o manual pode vir organizado em itens, ou passos; que geralmente são curtos e com poucos números. Como, por exemplo:
"Passo 1" - Coloque a peça sobre o orifício colocado anteriormente."
Ou o manual explica detalhadamente cada passo com muito cuidado. Quando o objeto a ser construído é muito complexo, os manuais vêm com imagens ou então com vários detalhes sobre como criá-lo.